# Wilhelmine Lübke
Wilhelmine Lübke, née Wilhelmine Keuthen le 9 mai 1885 à Ramsbeck et morte le 3 mai 1981 à Bonn, est une personnalité féminine allemande, deuxième Première dame d'Allemagne depuis la fondation de la RFA, entre 1959 et 1969.

## Biographie
Ancienne enseignante, elle est l'épouse du premier président de la RFA, Heinrich Lübke (ils s'épousent en 1929).